# Gayatri Chakravorty Spivak
Gayatri Chakravorty Spivak (Calcutá, 24 de fevereiro de 1942) é uma crítica e teórica da literatura indiana, mais conhecida por seu ensaio Can the Subaltern Speak? ("Pode o subalterno falar?" na versão em português) considerado um texto fundamental sobre o pós-colonialismo, e por sua tradução de Of Grammatology de Jacques Derrida. Spivak leciona na Columbia University, na qual atingiu o mais alto nível do corpo docente em março de 2007. Erudita prolífica, ela viaja e ministra palestras por todo o mundo. É membro-visitante do Centre for Studies in Social Sciences de Calcutá.

## Formação acadêmica
Graduou-se em inglês pela Universidade de Calcutá. Posteriormente fez seu mestrado e doutorado na Universidade de Cornell nos Estados Unidos. Sua tese, sobre a vida e a obra do poeta irlandês William Butler Yeats, foi orientada pelo renomado crítico literário Paul de Man.
Reconhecida primeiramente por suas traduções de Derrida, Spivak transita por diferentes áreas do conhecimento. A professora Sandra Regina Goulart Almeida, da UFMG, uma das tradutoras de Can the Subaltern Speak?  para o português, escreve sobre a autora, no prefácio do livro:
 "Sua crítica, de base marxista, pós-estruturalista e marcadamente desconstrucionista, frequentemente se alia a posturas teóricas que abordam o feminismo contemporâneo, o pós-colonialismo e, mais recentemente, as teorias do multiculturalismo e da globalização."

## Obras

### Acadêmicas
- Myself, I Must Remake: The Life and Poetry of W.B. Yeats (1974).
- Of Grammatology (tradução com introdução crítica do texto de Derrida) (1976)
- Can the Subaltern Speak? (1985) [Tradução brasileira: Spivak, Gayatri. Pode o subalterno falar?. Belo Horizonte: Editora UFMG, 2010]
- In Other Worlds: Essays in Cultural Politics (1987).
- Selected Subaltern Studies (editado com Ranajit Guha) (1988)
- The Post-Colonial Critic (1990)
- Outside in the Teaching Machine (1993).
- The Spivak Reader (1995).
- A Critique of Post-colonial Reason: Towards a History of the Vanishing Present (1999).
- Death of a Discipline (2003).
- Other Asias (2007).
- An Aesthetic Education in the Era of Globalization (2012).

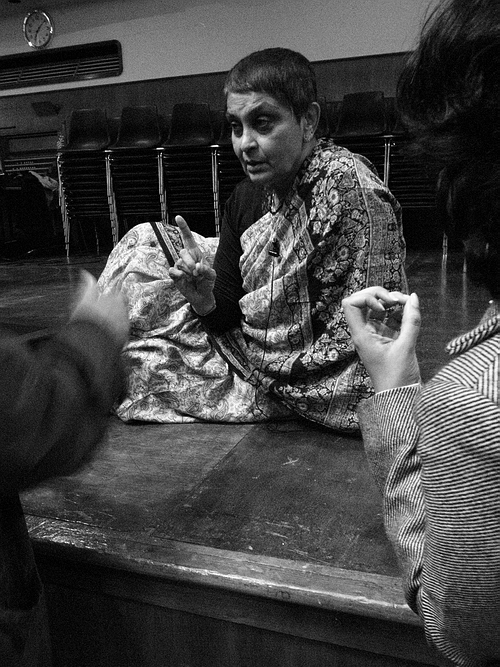
Gayatri Chakravorty Spivak no Goldsmiths College, University of London, 2007. Foto de Shih-Lun CHANG.

- Readings (2014).

### Literárias
- Imaginary Maps (tradução com introdução crítica de três histórias de Mahasweta Devi) (1994)
- Breast Stories (tradução com introdução crítica de três histórias de Mahasweta Devi) (1997)
- Old Women (tradução com introdução crítica de duas histórias de Mahasweta Devi) (1999)
- Song for Kali: A Cycle (tradução com introdução da história de Ramproshad Sen) (2000)
- Chotti Munda and His Arrow (tradução com introdução crítica do romance de Mahasweta Devi) (2002)